# 牙粉
牙粉是粉狀的潔齒劑，是牙膏的前身。可分為氟化物跟非氟化物兩類。

## 歷史
粉狀物體做為早期潔牙的使用物品，潔齒品的使用可追溯到2000-2500年前，希臘人、羅馬人、希伯來人及佛教徒的早期著作中都有使用潔牙劑的記載，早期的潔齒品主要是白堊土、動物骨粉、浮石甚至銅綠，直到十九世紀還在使用牛骨粉和烏賊骨粉製成牙粉。
至今，用食鹽刷牙和鹽水漱口也都存在著。在古羅馬人們常用牙粉作清潔。骨頭、蹄、特定動物的角、螃蟹、蛋殼、牡蠣或海螺殼等在烤過後磨成粉狀，並且有時會添加蜂蜜、沒藥或硝石。
阿普列尤斯寫信曾提到：

「我寄給你，如你請我作的，為清理牙齒跟燦爛笑容，阿拉比產品，小粉末高尚、優質、美白，能減緩您牙齦腫，刷除昨日的殘渣，讓你開唇大笑時沒有髒東西被看到。」

牙膏的前身是牙粉，早在2000年以前，古羅馬就有人用滑石粉刷牙。而最早的牙膏是古埃及人發明的。2003年人們在奧地利國家圖書館的地下室中發現了一張古埃及莎草紙，上面寫滿了古怪的象形文字。上面描述了一種可以亮白牙齒的粉末，這些粉末遇到唾液，就會變成膏狀物，能夠清潔牙齒，它的成分是：1%盎司的岩鹽和鳶尾乾花，2%盎司的薄荷和20粒胡椒。這就是古埃及人用的牙膏，這種混合物會導致牙齦出血，但在當時，與其它潔牙方法相比，它是最有效的。
中國在唐代時期，常用天麻、藁本、細辛、沉香、寒水石等中藥研粉擦牙齒，這可以清潔牙齒和除去口中異味。
到了1780年，已知人們用主要由燒焦的麵包組成的粉末來擦洗他們的牙齒。
十八世紀時，英國首先開始工業化生產牙粉，這時牙粉才成為了一種商品。
牙膏則是在牙粉的基礎上改進形成的，早期的牙粉主要用碳酸鈣作為摩擦劑，以肥皂為表面活性劑。1824年，一位名叫皮博迪的牙醫給牙膏加了肥皂以增加清潔度，後來被硫酸鈉替代，以創造一種光滑的糊狀物。1840年法國人發明了金屬軟管，為一些日常用品提供了合適的包裝，這導致了一些商品形態的改革。在 1924 年，矽藻土曾被開採來作為原料。
在現代，蘇打粉是最常見的牙粉成份。由於口腔清潔大廠紛紛推出牙膏，社會大眾也因品牌效應，使得牙膏漸漸取代牙粉。由於膏狀物不易完全溶解，成分功效不會全部發揮作用。而牙粉易溶於水的特性，使其口腔清潔的潔淨程度相對提昇，是牙膏無法比擬的。